# ジ・アウター・リミッツ (アルバム)
『ジ・アウター・リミッツ』（The Outer Limits）は、カナダのヘヴィメタル・バンド、ヴォイヴォドが1993年に発表した7作目のスタジオ・アルバム。

## 解説
前スタジオ・アルバム『エンジェル・ラット』（1991年）レコーディング後にオリジナル・ベーシストのブラッキー（ジャン・イヴ・テリオー）が脱退し、本作には後任ベーシストのピエール・セント・ジョアンが参加したが、ジョアンは結果的にバンドの正式ベーシストとならず、本作リリース後のツアーには別のセッション・ベーシストが帯同した。「ナイルの歌」はピンク・フロイドのカヴァーである。オリジナル盤のブックレットは3Dアート仕様となっており、3D眼鏡が付属していた。
本作リリースに伴うツアーの終了後、オリジナル・ボーカリストのスネイク（デニス・ベランジェ）がバンドを一度脱退した。
Greg Pratoはオールミュージックにおいて5点満点中3.5点を付け、アルバム全体に関して「バンドは幾つかの優れた曲を提示しているが、ヴォイヴォドが前3作のアルバムで既に芸術的なピークを迎えたことは明白だ」、「ジャック・ルミナス」に関して「18分近くにわたって曲折を繰り返しており、プログ・ロック（特にイエスやジェスロ・タル等）が世界を統治していた、過ぎ去りし日々を想起させる」と評している。

## 収録曲
特記なき楽曲はスネイク（デニス・ベランジェ）、ピギー（デニス・ダムール）、アウェイ（ミシェル・ランジュヴァン）の共作。
1. フィックス・マイ・ハート "Fix My Heart" – 4:56
2. ムーンビーム・ライダー "Moonbeam Rider" – 4:10
3. ル・ポン・ノワール "Le Pont Noir" – 5:43
4. ナイルの歌 "The Nile Song" (Roger Waters) – 4:00
5. ザ・ロスト・マシーン "The Lost Machine" – 5:52
6. タイム・ワープ "Time Warp" – 3:54
7. ジャック・ルミナス "Jack Luminous" – 17:28
8. ロング-ウェイ・ストリート "Wrong-Way Street" – 3:50
9. ウィ・アー・ノット・アローン "We Are Not Alone" – 4:28

## 参加ミュージシャン
- スネイク（デニス・ベランジェ） - ボーカル、サウンド・エフェクト
- ピギー（デニス・ダムール） - ギター、キーボード、サウンド・エフェクト
- アウェイ（ミシェル・ランジュヴァン） - ドラムス、キーボード、サウンド・エフェクト

アディショナル・ミュージシャン
- ピエール・セント・ジョアン - ベース